# Blues at Sunset
Blues at Sunset (укр. Блюз на заході сонця) — живий альбом Альберта Кінга, випущений лейблом Stax Records в 1973 році. Записаний на Wattstax 20 серпня 1972 та на джазовому фестивалі в Монтре 1 липня 1973 року. Частина записів увійшли до платівок Montreux Festival та Blues at Sunrise.

## Список композицій
1. «Match Box Blues»  (Альберт Кінг) — 4:41
2. «Got To Be Some Changes Made»  (Альберт Кінг/Конрад) — 5:31
3. «I'll Play the Blues For You» (Джеррі Біч) — 5:40
4. «Killing Floor» (Честер Бернетт) — 3:37
5. «Angel of Mercy» (Гомер Бенкс/Джексон) — 5:02
6. «Match Box Blues» (Альберт Кінг) — 5:22
7. «Watermelon Man» (Гербі Генкок) — 2:35
8. «Breaking up Somebody's Home» (Тімоті Джексон, Реймнонд Метьюз) — 5:02
9. «Stormy Monday»  (Т-Боун Вокер) — 11:51

## Учасники запису
- Альберт Кінг — електрична гітара та вокал
- Дональд Кінсі — електрична гітара
- Джеймс Вашинґтон — орган
- Рік Вотсон — саксофон (тенор)
- Білл Ренні — бас-гітара
- Сем Кінг — ударні
- Норвілл Ходжес — труба
- Вілбур Томпсон — труба